# Городищенська волость (Павлоградський повіт)
Городищенська волость — історична адміністративно-територіальна одиниця Павлоградського повіту Катеринославської губернії.
Станом на 1886 рік складалася з 6 поселень, 5 сільських громад. Населення — 3662 особи (1862 чоловічої статі та 1800 — жіночої), 708 дворових господарств.
|                     | Площа, десятин | У тому числі орної, дес. |
| ------------------- | -------------- | ------------------------ |
| Сільських громад    | 2114           | 840                      |
| Приватної власності | 27364          | 9904                     |
| Казенної власності  | —              | —                        |
| Іншої власності     | 186            | 80                       |
| Загалом             | 29664          | 10824                    |

Найбільші поселення волості:
- Городище — село при річці Вовча за 2 верст від повітового міста, 845 осіб, 179 дворів, православна церква. За 4 версти — цегельний завод.
- Маврине — село при річці Вовча, 592 особи, 122 двори.
- Прусенівка — село при річках Вовча та Терса, 936 особи, 172 двори.
- Троїцьке — село при річках Вовча та Терса, 745 осіб, 134 двори, православна церква.